# Krzysztof Pytel
Krzysztof Pytel (15 mai 1945 à Chełm, Pologne, 30 juin 2019 à Cormontreuil) est un joueur d'échecs franco-polonais, maître international depuis 1974. Il est également entraîneur, journaliste et écrivain, auteur de nombreux ouvrages sur les échecs.
Krzysztof Pytel est également champion de Pologne 1972 et 1973, et représente la France depuis 1989. 
Au 1er janvier 2011, il a un classement Elo de 2 332 points, ce qui en fait le 145e joueur français. Son plus haut classement Elo est atteint en juillet 1994, avec 2 500 points.

## Ouvrages
- Akiba Rubinstein ou de l'art de pratiquer les finales, éd. Hatier, Paris, 1984
- Vie et œuvre de Boris Spassky (1949-1990), éd. Échecs international (Luxembourg), 1991
- La Défense scandinave, Schifflange, 1991